# 邓威特
邓威特（1937年—2003年），男，壮族，广西靖西人，中国血吸虫病防治专家，白求恩奖章获得者，第七、八、九届全国人大代表。